# Лиманный (Ростовская область)
Лима́нный — посёлок в Целинском районе Ростовской области.
Входит в состав Новоцелинского сельского поселения.

## История
В 2001 году постановлением Правительства РФ поселок Отделение 1-е Целинского зерносовхоза переименован в Лиманный.

## Население
| 2010 |
| ---- |
| 260  |

## Улицы
- ул. Сиреневая,
- ул. Урожайная,
- ул. Целинная.